# Jan Kanty Jagła
Jan Kanty Jagła (ur. 15 października 1939 w Krakowie, zm. 13 lutego 1998 w Nowym Targu) – działacz społeczny, historyk, publicysta, przewodnik.

## Droga zawodowa
Urodził się 15 października 1939 r. w Krakowie. Po ukończeniu Szkoły Podstawowej nr 38 rozpoczął w roku 1954 – ze względu na trudne warunki materialne – pracę w elektrowni przy ul. Dajwór. Równocześnie uczył się w Liceum Ogólnokształcącym nr 2 dla Pracujących, które ukończył w 1959 r. Po zdaniu matury rozpoczął studia historyczne na Wydziale Filologiczno-Historycznym Wyższej Szkoły Pedagogicznej w Krakowie. Po ukończeniu uczelni zamieszkał w Nowym Targu. Tu rozpoczął pracę na stanowisku przewodniczącego Powiatowego Komitetu Kultury Fizycznej i Sportu.

## Działalność społeczna na rzecz sportu i turystyki
Od najmłodszych lat dał się poznać jako ofiarny i oddany działacz społeczny. Po październikowej „odwilży” w roku 1957 wstąpił do Związku Harcerstwa Polskiego, gdzie pełnił funkcję instruktora. Na studiach był działaczem Zrzeszenia Studentów Polskich – kierował Komisją Turystyki i Sportu Rady Uczelnianej ZSP WSP.
Jedną z jego największych pasji była turystyka. W czasie studiów założył „Klub Włóczęgów”, urządzał niezliczone rajdy, wycieczki, kursy organizatorów turystyki. Od 1954 r. był członkiem PTTK, a od 1961 r. piastował funkcję wiceprezesa Oddziału Międzyuczelnianego PTTK w Krakowie. W 1962 r. został wybrany członkiem Komisji Młodzieżowej Zarządu Głównego PTTK, w której działał do 1972 r. W latach 1960–1964 był członkiem Wojewódzkiego Komitetu Kultury Fizycznej i Turystyki w Krakowie. Był także przewodnikiem beskidzkim oraz przodownikiem turystyki górskiej oraz pieszej.
Szczególnie sprzyjające warunki do rozwijania jego zamiłowań turystycznych zyskał po przyjeździe na Podhale. Tu dał się poznać jako inspirator i popularyzator turystyki, zwłaszcza wśród młodzieży. Od 1971 r. pracował jako inspektor w Wydziale Oświaty. W latach 1975–1983 był wizytatorem Kuratorium Oświaty i Wychowania w Nowym Sączu oraz metodykiem Oddziału Doskonalenia Nauczycieli, gdzie pracował do 1990 r. Równocześnie uczył historii w Liceum Ogólnokształcącym im. Seweryna Goszczyńskiego w Nowym Targu. Przez dwa lata był członkiem Komisji Młodzieżowej Polskiego Związku Hokeja na Lodzie, a przez trzy pełnił funkcję prezesa ds. wychowawczych Klubu Sportowego „Podhale” Nowy Targ. Był członkiem Komisji Sportu i Turystyki Zarządu Głównego ZNP, ratownikiem Grupy Podhalańskiej GOPR w Rabce. Przez osiem lat współorganizował Spływ Kajakowy na Dunajcu. Był społecznym opiekunem zabytków.

## Działalność publicystyczna i literacka
Jako korespondent współpracował z redakcjami „Tempa”, „Dziennika Polskiego”, „Gazety Krakowskiej”, „Tygodnika Podhalańskiego”, „Nowego Podhala” oraz Turystyczną Agencją Prasową. Był autorem i współautorem wielu przewodników metodycznych w zakresie nauczania historii. W roku 1994 współautorem wraz z Franciszkiem Janczym i Andrzejem Kudasikiem publikacji „Z dziejów Gimnazjum im. Seweryna Goszczyńskiego w Nowym Targu”.

## Działalność społeczno-kulturalna
Należał do orędowników zbliżenia narodów Polski i Słowacji. Tę ideę realizował nadzorując szkolnictwo słowackie na Spiszu i Orawie oraz poprzez działalność w Euroregionie „Tatry”, gdzie pracował w komisji kultury. Angażował się również w różne inne imprezy o charakterze kulturalnym jak np. Konkurs Wiedzy o Uniwersytecie Jagiellońskim, Konkurs Recytatorsko-Gawędziarski im. Andrzeja Skupnia Florka w Białym Dunajcu, Sabałowe Bajania w Bukowinie Tatrzańskiej czy uroczystości obchodów 650-lecia Nowego Targu. Organizował też wystawy w Muzeum Podhalańskim PTTK w Nowym Targu. Pasjonowała go sztuka ludowa szczególnie rzeźby Chrystusa Frasobliwego, których posiadał bogatą kolekcję. Kolejną pasją był systematycznie uzupełniany księgozbiór.

## Ordery i odznaczenia
Został odznaczony Krzyżem Kawalerskim Orderu Odrodzenia Polski, Złotym i Srebrnym Krzyżem Zasługi, Złotą Odznaką ZSP, Złotą Odznaką PTTK, Medalem Komisji Edukacji Narodowej, odznaką „Zasłużony Działacz Kultury”, odznaką „Zasłużony Działacz Kultury Fizycznej”, odznaką „Zasłużony Działacz Turystyki”, Krzyżem „Za Zasługi dla ZHP” i wieloma innymi odznaczeniami.
Zmarł nagle 13 lutego 1998 r. w Nowym Targu. Został pochowany na cmentarzu w Olkuszu, rodzinnym mieście żony.